# Huáscar
Huáscar, nome pelo qual foi conhecido na História do Peru, ou Tupac Cusi Huallpa (em português: O Sol traz felicidade) (1491 - 1532) foi o 12º Sapa Inca do  Tahuantinsuyo. Foi um dos filhos de Huayna Capac com sua meia-irmã  Rahua Ocllo. Alguns autores como Lewis Spence acreditam que era a vontade de Huayna Capac que o reino fosse dividido entre seus dois filhos Huáscar e Atahualpa após sua morte, já que seu primeiro filho Ninan Cuyochi morrera de varíola. Já Outros como María Rostworowski avaliavam que a ausência de uma lei sobre a herança do poder, agravado pelo fato de que vários membros de um grupo de parentes do Inca falecido podiam aspirar ao poder e gozavam de direitos e prerrogativas iguais levavam as frequentes lutas fratricidas.

## A questão das panacas
A mãe de Huascar , Rauha Ocllo irmã de Huayna Capac, pertencia a panaca Capac Ayllu de Tupac Yupanqui (por conseguinte Huascar era considerado membro desta linhagem e não da panaca de Tumipampa).
Já no caso de Atahualpa existe toda uma polêmica. Pedro Cieza de León disse que este havia nascido em Cusco e era mais velho que Huascar. Cieza afirma que a mãe, Tupa Palla, era de uma linhagem Hurin Cusco (Quillaco) e negava que fosse uma princesa de Quito. Já Diego Esquivel y Navia  quando fala do final do governo de Huyna Capac mencionam a origem nortenha da mãe de Atahualpa, mas mais adiante, ao mencionar os descendentes de Huayna Capac, nomeia Thupa Atahuallpa e sua mãe Tocto Ocllo Cuca Coya, que pertencia ao Hatun Ayllu (a linhagem de Pachacuti).
O principal divulgador da origem nortenha de Atahualpa foi Garcilaso de La Veja, que pertencia pelo lado materno a linhagem de Tupac Yupanc e, por conseguinte fazia parte da panaca Capac Ayllu a mesma da mãe de Huascar (Rauha Ocllo), motivo pelo qual Garcilaso era partidário de Huascar.
A inexatidão do relato de Garcilaso aparece em várias partes. Sua crônica trata de diminuir a imagem de Pachacuti por ser uma figura proeminente do Hatun Ayllu.  Coloca um Inca Yupanqui entre Pachacuti e  Tupac Yupanqui, para dissimular o príncipe Amaru que durante um tempo foi co-regente de Pachacuti e logo foi deposto em favor de Tupac Yupanqui, circunstancias que incomodavam Garcilaso porque a historiografia europeia não admitia situações similares. Por último segundo os costumes tradicionais do velho mundo, não podia explicar a situação existente entre os filhos de Huayna Capac e a importância da filiação materna, incompreensível para o século XVII imbuído de primogenituras, bastardias e direito paterno.
Por esse motivo Garcilaso optou, seguido por outros cronistas, pela versão de uma divisão do Tahuantinsuyu atribuída a Huayna Capac no sentido de deixar o Curacado de Quito para Atahualpa e o resto dos estados a Huascar. Esse fracionamento assemelhava ao que havia nos reinos europeus durante a era medieval entre os filhos de um rei.

## A morte de Huayna Capac
Em sua última campanha pelo norte Huayna Capac estava em Charcas, quando soube que estalou uma insurreição nos curacados nortenhos. Apressadamente retornou a Cusco, realizou uma junta de guerra e alistou um grande exercito para marchar até Quito. Em seu séquito e entre os nobres que o acompanhavam estavam seus dois filhos Ninan Cuyuchi e Atahualpa. Na capital ficaram como governadores Apu Hilaquita, Auqui Topa Inca (irmão de Hayna Capac), Topa Cusi Hualpa (Huascar) e Tito Atauchi (irmão de Huascar e um de seus principais generais na guerra civil), foram os quatro escolhidos para tocar os negócios de Estado na Capital.
Mais de dez anos durou a permanência de Huayna Capac no norte, onde efetuou numerosas conquistas, quando não estava guerreando com alguma etnia rebelde estava em Tumipampa, lugar onde nasceu e onde preferia ficar.
Numa destas ocasiões Huayna Capac saiu de Tumipampa para visitar os Pastos e Hancavilca. Ao chegar em Quito estava ocorrendo na cidade uma epidemia, possivelmente de varíola ou sarampo, que naquela época acabou por dizimar a população do Tahuantisuyu. Estas enfermidades apareceram nestas terras como consequência da presença dos espanhóis em suas primeiras viagens e fizerem terríveis estragos aos habitantes dos Andes, alheios a estes males e sem defesas genéticas contra eles.
As noticias de Cusco também eram alarmantes: na capital dois dos governadores que Huayna Capac havia indicado para administrar o Estado haviam falecido vitimas da epidemia, e para afugentar as enfermidades os nobres realizavam orações e sacrifícios.
Atacado pelo mal, Huayna Capac reuniu os parentes e os nobres e nomeou Ninan Cuyuchi que ficara em Tumipampa como herdeiro, e em segundo lugar designou Huascar, mas para ambos os augúrios se mostraram negativos. Desconcertado o sacerdote regressou ao lugar onde o Inca estava para que escolhesse outro sucessor, mas já encontrara Huayna Capac morto.
O aparente pacífico Tahuantisuyu entra em ebulição ao falecer o ancião soberano, formaram-se conjuras políticas, partidos e bandos inimigos e floresceram as paixões duramente reprimidas.

## Viagem póstuma até Cusco
Um grupo de nobres encabeçados por Cusi Topa Yupamqui (da panaca de Pachacuti e parente da mãe de Atahualpa) se dirigiu a Tumipampa para levar ao conhecimento de Ninan Cuyuchi a última vontade de seu falecido pai, mas ao chegar lá ficou sabendo que este também havia falecido. É possível que Atahualpa fosse o irmão considerado como o duplo de Ninan Cuyuchi, e que dito príncipe vivesse como o senhor do Antisuyu como o foi possivelmente Amaru Yupanqui durante o governo de Tupac Yupanqui.
Foram grandes os preparativos para a viagem póstuma de Hayna Capac de Quito até Cusco. A morte do Inca foi mantida em segredo temendo levantes e rebeliões, e por esse motivo levaram a múmia do Inca para a capital como se ainda estivesse vivo. Rauha Ociio mãe de Huascar, partiu rapidamente para Cusco acompanhada por alguns nobres para comunicar as noticias a Huascar e prepará-lo para sua eleição. Possivelmente foi ela quem convencera as panacas reais a confirmarem a nomeação de Huascar como Sapa Inca. Enquanto isso Cusi Topa Yupamqui foi designado para tranportar a mumia até Cusco.
Na chegada do cortejo fúnebre a capital, os nobres encarregados da viagem foram duramente repreendidos por Huascar por não terem trazido com eles Atahualpa. Huascar os acusou de favorecer seu irmão e de prepararem uma traição contra ele. Os nobres surpreendidos juraram inocência, mas o incrédulo Huascar os torturou, e como não confessassem nada, ordenou matá-los.

## A disputa pela Mascapaycha
Os cronistas achavam que no período pré-hispânico a mascapaycha era herdada pelo filho legitimo mais velho de um soberano. Sem duvida ao estudar as crônicas e verificar os acontecimentos que se sucediam após a morte de cada Inca, descobrimos que os hábitos sucessórios eram completamente diferentes. Os próprios cronistas desmentem suas afirmações quando tratam de casos concretos.
Um grupo de nobres foi até a huaca de Urcos Calla para se encontrar com a coya Rauha Ocllo, entre eles estava Chuquis Guaman, que convenceu alguns nobres a dar um golpe, matar Huascar e colocar em seu lugar seu meio-irmão Cusi Atauchi. Temendo um fracasso Chuquis Guaman foi a Cusco e  revelou a Tito Atauchi o plano para matar Huascar e sua mãe. Tito Atauchi, fiel a Huascar, prendeu Chuquis Guaman, Cusi Atauchie e os demais conspiradores e ordenou sua execução.
Estes acontecimentos e os castigos impostos aos encarregados de trazer o corpo de Huayna Capac fez com que vários membros da comitiva fúnebre ficassem apreensivos e retornassem a Quito. Estes atos aumentaram o descontentamento das panacas contra Huascar, sobretudo entre os membros dos Hanan Cusco, parentes dos nobres executados.
Enquanto se desencadeavam estes acontecimentos em Cusco, e depois da partida do séquito de Huayna Capac, Atahualpa voltou a Tumipampa e ordenou a edificação de novos palácios para uma possível visita de Huascar, atitude que desgostou ao curaca de Tumipampa chamado Ullco Colla. Este cacique enviou mensageiros secretos para Huascar queixando-se de Atahualpa e insinuando que este estaria preparando uma sublevação.
Huascar ao receber as notícias de Ullco Colla se enfureceu com sua mãe e sua irmã pelo descuido que tiveram em deixar Atahualpa em Quito, local em que estavam os principais generais que serviram Hayna Capac, e Huascar acreditava que os militares iriam apoiar seu irmão.
Atahualpa cumprindo costumes enviou para Huascar em Cusco ricos presentes, mas Huascar ficou irado e matou os mensageiros. Com isso houve o rompimento entre os irmãos, pois diante a atitude de Huascar, Atahualpa não poderia retornar a Cusco como lhe ordenara o irmão, pois seria ir em direção a morte certa. Outra fontes citam que foram os generais de Huayna Capac que permaneceram no norte que incentivaram Atahualpa a se rebelar contra o irmão
Enquanto Atahualpa iniciava uma rebelião aberta contra seu irmão, Huascar estabelecia seu governo na capital e no início do enfrentamento contava com o apoio dos nobres de Cusco e da classe dirigente do Tahuantinsuyu. Mas não se preocupou em preservar seu prestigio entre eles, nem de conseguir a amizade e o respeito dos generais que serviram fielmente seu pai. De caráter covarde, violento, cruel e irresponsável, Huascar não deu aos nobres dos Ayllus reais a atenção que estavam acostumados. As tradições andinas exigiam a reunião e assistência do Inca aos membros das panacas e dos ayllus importantes nas grandes festividades que tinham lugar em praça publica para fortalecer os vínculos de reciprocidade entre os parentes, mas Huascar não comparecia às festividades.
Outro motivo de depreciação e ressentimento foi o de Huascar afastar da sua guarda os ayllus guardiões que anteriormente protegiam e cuidavam do Sapa Inca. Depois das intrigas e tentativa de sublevação de Chuquis Guaman a favor de seu irmão Cusi Atauchi, Huascar desconfiou da nobreza de Cusco e decidiu que sua guarda seria formada por membros das etnias canãris e chachapoyas ato que foi considerado e interpretado como uma ofensa aos nobres.

## Guerra dos Dois Irmãos
Aproximadamente em 1529, Atahualpa foi aprisionado por Cañaris leais a Huáscar num tambo, mas libertado durante a noite por simpatizantes. Atahualpa rumou para Quito, onde reorganizou suas forças e atacou Tomepampa.
Rumando para Caxabamba, Atahualpa ordenou o massacre de todos os povos e tribos que se aliaram a Huascar. (os povos da região de Tallán: Punaeños, Chimus, Yungas, Guayacundos e Cañaris). Atahualpa, foi varrendo tudo em seu caminho até chegar a Tumbes, onde a maioria da população o apoiava. O Curaca Chirimasa (ou Chili Masa) tornou-se um de seus principais aliados e disponibilizou 12 mil guerreiros em balsas para conquistar a Ilha Puná, cujos habitantes eram tradicionalmente rivais dos tumbis e leais a Huáscar.  Os ilhéus, que eram grandes navegadores, derrotaram o exército de Atahualpa superiores em número.
Em 1530, Huáscar organizou um poderoso exército e o enviou ao norte tendo no comando de seu irmão, o general Huaminca Atoc. Enquanto isso em Quito, Atahualpa organizava suas forças após a derrota na ilha Puná, reuniu seus generais Challcuchimac, Quizquiz, Rumiñahui e Ucumarí e ordenou-lhes avançar. O plano de Huascar era avançar para o norte e tomar Tomepampa e Quito. No confronto as forças de Huascar saíram vencedoras, mas apesar de vencerem não conseguiram capturar Atahualpa.
Atahualpa marchou com as tropas que conseguiu reunir para Latacunga para reforçar suas tropas, ordenando ao general Challcuchimac parar não recuar mais e dar batalha ao inimigo . Essa iniciativa estimulou seus seguidores que travaram uma segunda batalha, desta vez sob o comando dos generais Quizquiz e Challcuchimac, as tropas de Atahualpa foram vitoriosas numa fragorosa derrota de Huascar 
Huáscar nomeou como novo comandante supremo das suas forças outro de seus irmãos, Huanca Auqui. As tropas de Huascar atacaram Tomepampa e Molleturo , mas foram derrotadas em ambas as ocasiões. Os nortistas continuaram seu avanço para o sul. Todos os dias eles aumentam suas forças com novos recrutas, mas ainda estavam em menor número (as tropas de Huascar eram estimadas em cerca de 80 mil homens). Com o avanço das tropas de Atahualpa, os huascaristas recuaram para o sul, em direção a Cusco, sofrendo sucessivas derrotas ao longo do caminho.
Quando os sobreviventes do exército de Huascar chegaram a Cajamarca procuraram se reorganizar. La receberam reforços liderados pelo general Tito Atauch, eram cerca de 10 mil homens a maioria chachapoyas. Já as forças de Atahualpa lideradas por Quizquiz ocuparam  Huancapampa e avançaram para enfrentar o inimigo, travando a batalha de Cochahuaila (entre Huancabamba e Huambo). A luta foi sangrenta e durou até o final do dia. Na manhã seguinte os guerreiros de Quito atacaram os chachapoyas, matando mais da metade do contingente; o que sobrou do exército huascarista foi para o Planalto de Bombón (região de Pasco). Huascar mandou em auxílio a suas tropas o general Mayta Yupanqui, e um contingente de nobres de Cusco. Com os reforços as tropas de Cusco conseguiram defender a ponte sobre o rio Angoyaco (atual Izcuchaca) por mais de um mês, mas depois disso foram forçadas a continuar a sua retirada para o sul, sendo novamente derrotadas em Vilcas.
Em 1532, as tropas de Atahualpa já ocupavam o centro e o sul do Peru. Huascar transferiu todas as suas forças para Cusco, onde foram reorganizadas em três exércitos. O primeiro sob seu comando pessoal, capitaneados por nobres do Hurin Cusco, o segundo liderado pelo general Uampa Yupanqui, foi enviado para Cotabambas, onde as forças inimigas estavam. O terceiro, comandado pelo general Huanca Auqui, tinha a missão de monitorar e emboscar os inimigos quando surgisse a oportunidade. Enquanto isso generais de Atahualpa Quizquiz e Challcuchimac cruzaram o rio Cotabamba com suas forças.
As tropas de Uampa Yupanqui se enfrentaram com o inimigo em Huanacopampa (província de Cotabambas, na região de Apurímac). Durante esta batalha o general nortenho Tomay Rima foi morto. A noite as tropas de Atahualpa retiraram-se para um monte. Vendo que o local estava cercado por grama seca, Hascar ordenou iniciar um incêndio que matou muitos dos seus inimigos. Os sobreviventes conseguiram atravessar o rio Cotabamba, mas erroneamente Hascar decidiu não para persegui-los.
No dia seguinte, Huascar ordenou ao general Topa Atao atravessar o rio e perseguir o inimigo. Topa Atao atingiu um barranco  chamado Chontacajas, onde enfrentou as tropas de Challcuchimac, que os estavam esperando de emboscada , Topa Atao foi derrotado e capturado. Challcuchimac então ordenou a Quizquiz para atacar o inimigo pela retaguarda. Huáscar, que estava marchando confiante, foi surpreendido ao ver Challcuchimac bloqueando seu caminho e Quizquiz o atacando pela retaguarda sendo facilmente aprisionado junto com Topa Atao enquanto suas tropas se dispersavam. Após prender Huascar, Challcuchimac seguiu para Huanacopampa, onde estavam aquarteladas as últimas tropas de Huascar.  Disfarçado de Huascar e em sua liteira, Challcuchimac conseguiu se aproximar das tropas de Cusco e dizimá-las, já Huanca Auqui dispersara suas tropas quando soube da prisão de Huascar, deixando Cusco livre para ser ocupada.

## Após a queda

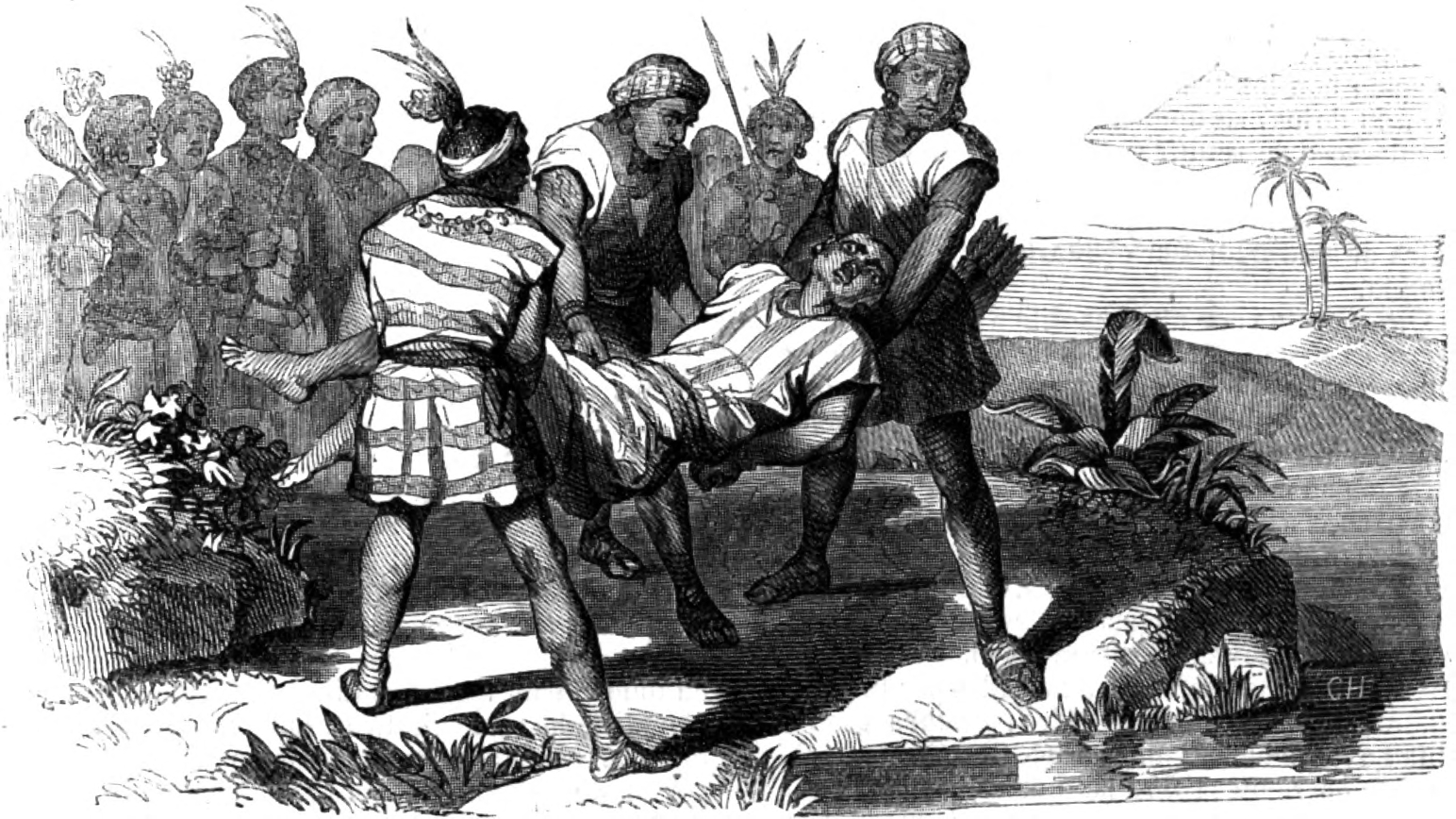
Huascar, jogado em um rio de um penhasco

Após ser aprisionado, Huascar foi levado para Cusco por Chalcuchimac e Quizquiz, onde foi forçado a testemunhar a morte de seus parentes, tanto diretos como indiretos. Sua mãe o repreendera pelo estado em que tinha deixado o Império por sua forma de governar. Na prisão foi insultado, alimentavam-no com dejetos humanos e zombavam dele o tempo todo. Tinha 27 anos quando foi morto, provavelmente jogado em um abismo, mas existe uma versão de que foi afogado no rio Negromayo em Andamarca (região de Ayacucho), por ordem de Atahualpa, quando este era prisioneiro dos espanhóis.
Alguns historiadores acreditam que Huáscar sobreviveu à invasão espanhola, fugindo para a floresta amazônica e mantendo uma resistência aos espanhóis, pois, seu corpo nunca foi encontrado.
| Precedido por Huayna Capac | 12º Cápac Inca Dinastia Hanan Cusco (1525 - 1532) | Sucedido por Atahualpa |
| Precedido por Huayna Capac | 4º Inca do Tawantinsuyu (1525 - 1532)             | Sucedido por Atahualpa |